# Réserve militaire
Pour les articles homonymes, voir Réserve.
La réserve militaire est constituée de citoyens appelés réservistes, formés comme militaires pour renforcer les forces armées actives sur le territoire national ou en opérations extérieures ; ce sont des militaires à temps partiel. Ce peut être en temps de paix ou en renfort dans une situation de conflit ou de crise.

## Missions
Selon les pays, la réserve intervient soit pour renforcer l'effectif dans des actions particulières ou des opérations ponctuelles, soit pour remplir tout au long de l'année des fonctions professionnelles complémentaires aux forces armées. C'est le cas pour les spécialistes qui apportent des compétences externes rares qui manquent aux forces professionnelles.

## Composition
Dans les armées professionnelles, la réserve militaire fait appel à des volontaires et aux anciens militaires engagés ou de carrière. Les réservistes ont un statut militaire dès qu'ils servent au titre de leur contrat d'engagement. Les réservistes entretiennent leur formation et connaissances militaires tout au long de l'année au cours de périodes de réserve. En temps de crise, le rappel des réservistes dans les armées s'appelle la mobilisation.
Dans les armées ayant recours à la conscription, la réserve, tout en faisant appel au volontariat et aux anciens militaires, constitue aussi généralement une obligation légale ; on distingue alors un service militaire actif et un service de réserve, où l'ancien conscrit, pendant quelques années après son « passage sous les drapeaux », est tenu à des périodes de réserve régulières et obligatoires et est susceptible d'être mobilisé.
On désigne également par réserve, ou armée de réserve, l'ensemble des forces et des moyens militaires qui ne participe pas directement à une opération ou une action militaire, mais qui serait susceptible d'être engagé en cas de difficulté, dans le cadre d'un roulement, pour repousser un assaillant ou soutenir une offensive.

## Les réserves par pays

### La réserve en Belgique
À l'époque de la conscription, la réserve était composée de soldats, sous-officiers et officiers qui avaient achevé leur service militaire obligatoire. Le service militaire obligatoire a disparu en 1993. Le statut actuel de la réserve est réglé par une loi du 16 mai 2001. Cette loi prévoit l'alimentation de la réserve par les militaires de carrière quittant l'armée, d'une part, et par le recrutement de civils sans passé militaire, d'autre part. Les civils sans passé militaires sont recrutés en fonction de leur compétence professionnelle, afin d'assurer certaines fonctions spécialisées. L'actuelle réserve entraînée, soit quelque 1 300 réservistes, se compose d’une réserve d’appui et d’une réserve spécialisée. Les réservistes ont pour la plupart un emploi dans le civil et fournissent, pendant leurs jours de congé, des prestations pour la Défense par le biais des jours de rappel pour lesquelles ils reçoivent une indemnité de la Défense. Cette combinaison emploi dans le civil et fonction militaire fait que les réservistes constituent un lien important entre l’Armée et la Nation. L’engagement des réservistes est complémentaire et permet :
- de compléter les capacités existantes des militaires d’active ;
- d'accroître les capacités avec des compétences complémentaires ;
- de compenser la vague de départs à la retraite et de pallier les manques de personnel.

Cette complémentarité doit être préservée. Nous devons dès lors éviter de faire d’un réserviste un militaire pur jus. Le concept de la nouvelle réserve connaît deux grandes catégories: la réserve opérationnelle et la réserve spécialisée. Selon le type de réserve à laquelle ils appartiennent, les réservistes suivent un trajet spécifique en ce qui concerne le recrutement, la formation initiale, la carrière, la formation continuée et/ou complémentaire, l’avancement et le dégagement. La réserve opérationnelle comprend la réserve armée et la réserve d’appui. La réserve armée comprend par exemple les compagnies de réserve des bataillons de manœuvres. Ces dernières ont pour tâches principales :
- l'engagement, armé si nécessaire, en Belgique et à l’étranger ;
- la formation des OPFOR (opposing forces) pendant des exercices ;
- la reprise des tâches de la réserve d’appui.

La réserve d’appui comprend par exemple les officiers de liaison et les officiers d’état-major. Ils ont pour tâches principales :
- l'aide à la Nation notamment en cas de catastrophes ;
- la participation à des opérations humanitaires ;
- l'appui à l’instruction et à l’entraînement ;
- l'appui au protocole et aux événements ;
- la participation à divers projets.

La réserve spécialisée regroupe des militaires de réserve ayant des profils très spécifiques tels que des concepteurs graphiques, des juristes, des architectes, des ingénieurs, des cyberspécialistes ou du personnel technique médical. Pour atteindre, en période de pénurie de personnel globale, l’objectif consistant à reconstituer une réserve de 3 000 réservistes entraînés, une série de mesures relatives à l’attractivité du job et une série de nouvelles possibilités de recrutement ont été élaborées. Ainsi, la Réserve est également accessible et intéressante pour les demandeurs d’emploi et les étudiants. Pour le recrutement 2019, une enveloppe de 420 places vacantes a été prévue pour les trois catégories de personnel (officier, sous-officier, volontaire).
Les postulants ont le choix entre trois types de recrutement :
- le recrutement normal pour les généralistes sans diplôme spécifique ;
- le recrutement spécial de base (avec un diplôme spécifique), sans expérience professionnelle ;
- le recrutement spécial latéral (avec un diplôme spécifique), avec une certaine expérience.

Par ailleurs, une possibilité de recrutement supplémentaire est créée : la « candidature spontanée ». Celle-ci permet de réagir de manière plus rapide et plus flexible lorsqu’un civil se porte spontanément candidat pour devenir réserviste en dehors des périodes de recrutement planifiées ou pour une fonction pour laquelle aucune place n’est vacante à ce moment-là. L’objectif est de ne pas perdre un candidat en raison de délais d’attente trop longs. La formation demeure inchangée pour 2019 et consiste en une phase d’initiation militaire (PIM), une instruction militaire spécialisée (IMS) et une instruction professionnelle spécialisée (IPS). L’objectif est de revoir le contenu des formations et de le diversifier selon le type de fonction de réserve. La partie statutaire peut être plus courte pour certaines fonctions de manière que le réserviste soit plus rapidement déployable. Une formation modulaire rend la planification plus flexible et plus adaptable à la disponibilité du réserviste. Le réserviste se voit attribuer une unité, une mutation à la demande est toujours possible. Le recrutement s’adresse, à partir de 2019, à trois groupes cibles différents : les travailleurs, les demandeurs d’emploi et les étudiants.
Pour les travailleurs, il y a peu de changement. Ils suivent une formation étalée dans le temps et poursuivent leur carrière sur la base de jours de rappel. La formation se déroule pendant le premier engagement de 5 ans. Pendant le premier rengagement de 10 ans (prolongeable par période de 5 ans), le réserviste exerce la fonction pour laquelle il a été recruté. Les rengagements sont accordés en fonction des besoins de l’organisation. Le nombre minimum de jours de rappel obligatoires est augmenté pour la réserve armée en vue de pouvoir garantir le niveau d’entraînement des réservistes appartenant à celle-ci.
Pour les demandeurs d’emploi (notamment ceux qui viennent d’être diplômés), intervient une procédure prestation volontaire d’encadrement directe (PVE directe). Ils sont en effet disponibles et peuvent effectuer leur instruction en une seule fois. Ils servent ensuite à temps plein pour la durée de leur PVE et sont rémunérés. Cette formule est idéale pour pallier les manques critiques.
Pour les étudiants, la procédure « militaire de réserve/étudiant » est créée. Elle permet aux étudiants de déjà suivre leur formation de réserviste pendant leurs études. Après l’obtention de leur diplôme, ils sont immédiatement déployables en tant que réservistes sous le régime PVE.
L’engagement de la réserve doit être minutieusement planifié en vue de le rentabiliser au maximum, en concertation avec le réserviste et l’employeur. On travaille aux possibilités de passage de la réserve opérationnelle à la réserve spécialisée, mais également de réserviste à militaire d’active. Des discussions sont en cours quant à une révision du statut social du réserviste : indemnités, congés, allocations… L’objectif est de parvenir à une situation « gagnant-gagnant-gagnant » pour le réserviste, son employeur et la Défense. Nous souhaitons harmoniser le plus possible les statuts du réserviste et du militaire d’active.

### La réserve auCanada
La force de réserve du Canada existe depuis le Militia Act de 1855 (en). En 1867, avec l'établissement du Dominion du Canada (Constitution Act, 1867), le Parlement Canadien acquiert une juridiction exclusive sur ses forces armées. L'année suivante, le Canada se dote d'une milice primaire de 40 000 volontaires en complément de sa milice de réserve composée de 600 000 hommes.

#### Première réserve
Elle est sous les ordres du Chef d'état-major de la Défense qui la commande par l'intermédiaire des chefs d'état-major d'armées. Elle se compose, à l'instar de l'armée active (les Forces armées canadiennes), de la réserve navale, de la réserve de l'Armée de terre ou milice, de la réserve aérienne, de la réserve des communications.
Les réservistes suivent une instruction régulière et effectuent des périodes de service à temps plein, sur leur temps de loisir. Le gouvernement peut rappeler les réservistes en service actif en cas de crise ou ordonner une période d'instruction obligatoire de 15 jours à temps plein et 60 jours à temps partiel.

#### Les officiers du cadre des instructeurs de cadets

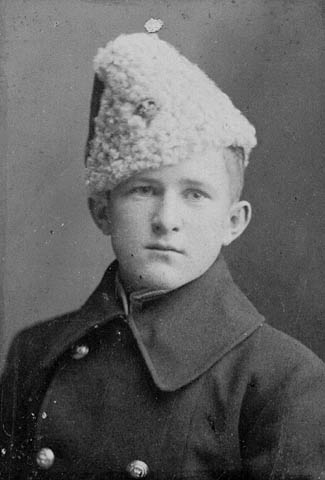
Le cadet Billy Bishop, futur As de la Première Guerre mondiale.

Les Cadets canadiens sont, sur le modèle britannique, une forme de scoutisme militarisé qui vise à développer l'esprit civique, les valeurs martiales et la bonne forme physique. Ils ont entre 12 et 18 ans et sont encadrés par des instructeurs qui relèvent de la réserve.

#### La réserve supplémentaire
Elle est composée des anciens militaires du service actif, c'est-à-dire les réguliers et les membres de la Première réserve. Ils ne suivent aucune instruction, n'ont aucune activité militaire, mais peuvent être rappelés en cas de crise.

#### Les Rangers Canadiens
Ces volontaires assurent la présence de l'État fédéral dans les zones désertiques ou peu peuplées du pays. Ils y assurent également le soutien du Programme des Rangers Juniors Canadiens, un programme éducatif à destination des 12-18 ans.

#### Effectifs de la réserve canadienne
| Réserve                          | Effectifs     |
| -------------------------------- | ------------- |
| Première                         | 30 000        |
| Navale                           | 4 000/5 000   |
| Armée de terre                   | 18 500/20 000 |
| Aérienne                         | 1 900/3 000   |
| Communications                   | 1 900/2 000   |
| Cadre des instructeurs de Cadets | 6 000         |
| Supplémentaire                   | 54 000        |
| Supplémentaire disponible        | 13 000        |
| Supplémentaire d'attente         | 41 000        |
| Rangers canadiens                | 3 500         |

### La réserve aux États-Unis
Les réserves militaires des États-Unis se répartissent en trois échelons:
- Chaque branche des forces armées (à l'exception de la Space Force) dispose de ses propres forces de réserve
- La Garde Nationale.
- Les Forces de défense d'État (forces réservistes de la Garde Nationale).

#### Forces de réserves
En premier échelon, chaque branche des forces armées (à l'exception de la Space Force) dispose de ses propres forces de réserve:
- United States Army Reserve
- United States Navy Reserve
- United States Marine Corps Reserve
- United States Air Force Reserve
- United States Coast Guard Reserve

#### Garde Nationale des États-Unis
La Garde Nationale est la principale force de réserve de l'Armée américaine. Elle est constituée de l'Army National Guard et de l'Air National Guard; toutes deux sont supervisées par le National Guard Bureau, lui-même dirigé par le Chief of the National Guard Bureau. Bien qu'elle dépende avant tout des États, elle peut être fédéralisée par le Président en cas d'urgence.

#### Forces de défense d'État
Les Forces de défense d'État constituent les forces réservistes de la Garde Nationale; mais contrairement à cette dernière, elles sont sous l'autorité exclusive du Gouverneur de l'État et ne peuvent être fédéralisées.

### La réserve en France

#### Historique
En France, la réserve militaire est officiellement instituée après la guerre franco-allemande de 1870, par une loi du 27 juillet 1872. Elle est destinée à remplir le vide laissé à la suite de la dissolution de la garde nationale sédentaire et surtout de la garde nationale mobile prononcées par la loi du 25 août 1871.
Mais dès 1866, Napoléon III, souhaite instituer une réserve militaire comparable à la Landwehr prussienne et pouvant rivaliser avec cette dernière. D'âpres débats au Corps législatif débouchent sur la loi Niel du 4 février 1868 qui s'avère être une tentative infructueuse, bien éloignée du projet initial de l'empereur. Elle a cependant le mérite d'institutionnaliser une réserve avec la création de la Garde nationale mobile, même si l'instruction des réservistes est, par manque de moyens et de volonté, limitée. Elle est composée des bons numéros qui ont échappé au service dans l'armée d'active, des exemptés et des volontaires avec une durée de service de cinq ans. D'autre part, les mauvais numéros, après un service de cinq ans dans l'active, sont également obligés de servir quatre ans dans la réserve. Au total, celle-ci réunit environ 600 000 hommes.
La loi du 27 juillet 1872 met en place les principes de la réserve militaire qui restent, dans les grandes lignes, valides jusqu'en 1999. Les obligations militaires des citoyens français sont alors fixées comme suit :
- un service national dans l'armée d'active qui dure cinq ans, sauf cas particuliers ;
- quatre ans dans la réserve de l'armée d'active ;
- cinq ans dans l'armée territoriale ;
- six ans dans la réserve de l'armée territoriale[4].

Tous les citoyens français sont astreints au service militaire mais des dispenses sont accordées pour les ecclésiastiques, les enseignants, les soutiens de famille et les élèves des grandes écoles qui s’engagent à servir dans la fonction publique pendant au moins 10 ans. En outre, la situation budgétaire oblige de limiter les incorporations et implique l'organisation d'un tirage au sort. Le service dans l'armée d'active a une durée variable en fonction du numéro tiré. Seule 40 % d'une classe d'âge effectue les cinq ans de service actif.
La loi du 15 juillet 1889 porte les obligations totales à 25 ans, soit 3 ans dans l'armée d'active, 7 ans dans la réserve de l'armée d'active, 6 ans dans l'armée territoriale et 9 ans dans la réserve de l'armée territoriale. Elle impose aux membres de la réserve de l'armée d'active de participer à deux manœuvres de quatre semaines chacune et aux membres de l'armée territoriale à une période d'exercice de deux semaines.
La loi du 21 mars 1905 exclut toute dispense et ramène la durée du service militaire à deux ans dans l’armée d’active. Elle oblige les membres de la réserve territoriale à des exercices spéciaux d'une durée maximale de neuf jours.
La loi du 7 août 1913 rétablit le service militaire à 3 ans et allonge les obligations totales à 28 ans en prolongeant jusqu'à 11 ans le service dans l'armée de réserve. Elle reconnaît aux officiers de réserve la possibilité de participer à des périodes annuelles de quinze jours en contrepartie de la perception d'une solde.
Pour faire face à la Première Guerre mondiale, huit millions d’hommes entre 18 et 45 ans sont mobilisés de 1914 à 1918 soit 20 % de la population. L'armée d'active est donc complétée par :
1. l'armée de réserve composée des hommes âgés de 24 à 33 ans c’est-à-dire nés entre 1881 et 1890. La durée est de 11 ans.
2. l'armée territoriale composée des hommes âgés de 34 à 39 ans c’est-à-dire nés entre 1875 et 1880. La durée est de 7 ans.
3. la réserve de l’armée territoriale composée des hommes âgés de 40 à 45 ans c’est-à-dire nés entre 1868 et 1874. La durée est de 7 ans. Rapidement, la réserve de l’armée territoriale incorpore les hommes âgés de 46 à 49 ans, c’est-à-dire nés entre 1868 et 1865.

La loi du 1er avril 1923 a réduit le service militaire actif à dix-huit mois et modifie légèrement le système des réserves : l’appellation de « réserve de l’armée d’active » est remplacée par la notion de « disponibilité ». Elle supprime l’armée territoriale qu'elle remplace par le concept de première réserve pour les réservistes âgés de moins de quarante ans et une deuxième réserve pour les autres.
En 1999, lors de la suspension du service national obligatoire et de la professionnalisation des forces armées, la France a également modifié le dispositif de la réserve militaire dans le sens de cette professionnalisation. La loi no 99-894 du 22 octobre 1999 modifiée par la loi 2006-449 du 18 avril 2006 dispose l'organisation de la réserve militaire et du service de défense.
La réserve militaire est constituée de deux ensembles :
- la réserve citoyenne, groupe des volontaires actifs pour faire connaître le monde de la défense, entretenir l'esprit de défense et contribuer au maintien du lien entre les forces armées et la société civile.
- la réserve opérationnelle, regroupant les réservistes titulaires d'un ESR (engagement à servir la réserve) et d'anciens militaires qui restent disponibles pour les forces armées (obligation de disponibilité). Les réservistes servant sous ESR servent en qualité de militaires pour des périodes allant de 5 à 30 jours par an, mais pouvant être étendues jusqu'à 210 jours en cas de nécessité opérationnelle ; ils sont issus de tous horizons (anciens militaires, anciens appelés du contingent, civils sans passé militaire) et de toutes les catégories socio-professionnelles.

Plusieurs composantes militaires de la Défense sont actuellement concernées : l'armée de l'air et de l'espace, l'Armée de terre, la gendarmerie nationale, la marine nationale, le service de santé des armées, le service des essences des armées et la direction générale de l'Armement.
En 2022, 40 000 réservistes sont dénombrés en France.
La limite d'âge pour être réserviste est portée à 70 ans en 2023, et jusqu'à 72 ans pour certaines fonctions, au lieu de 62 à 65 ans auparavant. Avec cette mesure, l'institution militaire souhaite "doubler l'effectif".

#### Réserve citoyenne
Le réserviste citoyen met sa position sociale au service du lien armée-nation. Placés sous la responsabilité d'une autorité militaire, les réservistes citoyens sont bénévoles. Ils sont souvent d'origine civile mais peuvent aussi venir de la réserve opérationnelle ou de l'armée d'active. S'ils viennent du civil, ils ne portent pas de droit d'uniforme, à l'exception de la marine. Il leur est attribué un grade honorifique. Ils sont éligibles à certaines décorations. En janvier 2024, le général Thierry Burkhard, chef d’état-major des Armées, met fin aux grades honorifiques dans la réserve citoyenne.
Les réservistes citoyens œuvrent dans des activités qui sont définies ou agréées par l'autorité militaire. Le champ d'action de la réserve citoyenne est essentiellement axé sur la communication, le devoir de mémoire, la promotion de la défense et des forces armées. Ainsi un groupe d'officiers de réserve membre de la réserve citoyenne de l'armée de l'air est chargé de planter des épices dans des massifs de la Base aérienne 106 Bordeaux-Mérignac en 2020.
En 2003, le cabinet du ministre a créé une catégorie particulière de réserviste citoyens, les réservistes locaux à la jeunesse et à la citoyenneté (RLJC). Ces réservistes ont contribué à des opérations d'intégration (par exemple l'opération 105 permis pour 2005 permettant à des jeunes en difficulté de passer leur permis de conduire et d'avoir un emploi en échange d'un parcours citoyen : préparation militaire et contribution bénévole au fonctionnement d'une association). L'action des RLJC, bien que parfois assez éloignée des activités militaires, est un exemple des contributions de la réserve citoyenne dans le cadre du renforcement des liens entre le monde de la défense et la société civile.
En 2007, on compte, toutes armées et formations rattachées confondues, plus de 14 000 réservistes citoyens reconnus.
Les réservistes citoyens peuvent mentionner le grade sur les cartes de visite (outil de communication pour le lien armée-nation). Exemple : lieutenant-colonel (RC) Prénom NOM. Un lieutenant-colonel (R) est un lieutenant-colonel de réserve opérationnelle.
Le réserviste citoyen se présente par son grade. Exemple : « Je suis le lieutenant-colonel de la réserve citoyenne Prénom NOM ».
Le site service-public.fr propose des informations pratiques pour devenir réserviste citoyen.
Depuis l'arrêté du 9 décembre 2019, tout réserviste doit avoir signé une charte de déontologie du réserviste militaire pour prévenir ou régler les situations de conflits d’intérêts possibles entre les missions ou les fonctions du réserviste et ses activités dans le civil.

#### Réserve opérationnelle
Avant la suspension du service militaire en 1997, la réserve opérationnelle était composée d'anciens militaires appelés du contingent, engagés ou de carrière, volontaires pour la plupart, chargés de la défense opérationnelle du territoire et en cas d'invasion, en deuxième échelon, de l'encadrement des rappelés du contingent.
Ces missions n'ont pas changé, elles se sont enrichies avec les opérations extérieures au Kosovo tout particulièrement. La loi de 1999 sur les réserves prévoit une augmentation du dispositif.
Les réservistes opérationnels sont des militaires à temps partiel. Ils signent un contrat : l'engagement à servir dans la réserve (ESR). L'âge minimum requis pour intégrer une réserve est de 17 ans. Civils en temps normal, ils effectuent des périodes militaires de 5 à 210 jours par an, en moyenne 21 jours sous les drapeaux. Ils sont affectés en état-major (à la suite d'une préparation militaire supérieure État-Major par exemple) ou dans des unités combattantes (c'est-à-dire directement en régiment pour les personnels sous ESR dans l'Armée de terre). Avec le système des réservoirs de force, comme tous les militaires, ils peuvent être intégrés à des unités constituées temporairement pour une mission spécifique comme les opérations extérieures.
Durant leur période, ils sont considérés de la même façon que les militaires actifs en termes de solde, permissions, protection sociale, etc. Les militaires de réserve sont dotés de façon analogue aux militaires d'active et ont les mêmes droits et devoirs durant ces périodes. Ils participent à des MISINT (missions intérieures) comme Vigipirate ou Héphaistos (lutte contre les feux de forêt). On observe[Quand ?] une augmentation des missions en OPEX (opérations extérieures) avec notamment pour l'Armée de terre l'envoi en Bosnie d'une unité de réserve complète.
En 2011, on compte, toutes armées et formations rattachées confondues, plus de 57 000 réservistes opérationnels sous ESR.

#### Recrutement

##### Une nouvelle génération de réservistes
La réserve opérationnelle sous ESR dispose d'un recrutement équilibré entre anciens militaires et civils. Au cours des années qui ont suivi la publication de la loi 99-894, les forces armées ont modifié leurs sources de recrutement pour intégrer de plus en plus de compétences issues directement de la société civile. À titre d'exemple, le dispositif des formations militaires initiales du réserviste et les préparations militaires effectuées sous ESR ont permis en 2005 de recruter plus de 5 000 réservistes qui n'avaient aucun passé militaire. Ces recrutements sont effectués à tous les niveaux de compétences. Pour permettre de développer encore ces recrutements externes, le conseil supérieur de la réserve militaire (CSRM) a mis en ligne un site où tout un chacun peut déposer son CV en vue d'un volontariat dans la réserve.
En 2016, les réserves militaires opérationnelles ont intégré la Garde nationale et depuis mars 2017, il est possible de postuler en ligne à la réserve depuis le site Réservistes des Armées.

##### La réserve de l'Armée de terre
La réserve opérationnelle de l'armée de Terre est composée à environ 60 % de compléments individuels en États-Majors et de 40 % de réservistes en unités élémentaires de réserve (compagnie, batterie, escadron, escadrille).
Ces unités élémentaires de réserve (UER) sont directement intégrées à un régiment d'active mais dépendent financièrement du Commandement des Forces Terrestres. Il existe trois types d'unités :
- Les Unités d'Intervention de Réserve (UIR) sont des unités C3T (concept commun du combat terrestre) qui sont venues remplacer le PROTERRE depuis janvier 2022 et sont capables de réaliser des Missions Communes Terrestre (MCT).
- Les Unités Spécialisées de Réserve (USR) sont réparties dans les régiments de Génie, du train et NBC. Ces USR partagent les mêmes missions que les unités d'active au sein du régiment : travaux de chantier ou franchissement pour les USR du Génie, circulation ou transport routier pour les régiments du Train.
- Les Unités Blindées de Réserve (UBR) sont réparties dans les régiments de cavalerie. Ces UBR partagent les mêmes MICAT que le reste du régiment et opèrent comme unités C3T. Leur particularité diffère des UIR par le fait d'être formé aux missions PRI (Peloton de Reconnaissance et d'Intervention) sur VBL (Véhicule Blindé Léger).

Les formations sont :
- la formation militaire initiale du réserviste (FMIR) : 13 jours - anciennement, la période militaire de réserve (PMR) jusqu'en 2018 et la formation complémentaire du réserviste (FCR) de trois jours (PMR+FCR=FMIR). Remplacé depuis janvier 2023 par la FGI-R (Formation Générale Initiale de Réserve) permettant une meilleure compréhension des formations effectués de la part de l'armée d'active. Le nombre de jours restant à 13.
- le certificat d'aptitude militaire élémentaire (CAME) : 12 jours. Remplacé depuis janvier 2023 par le CME-R.
- le certificat d'aptitude technique élémentaire (CATE) : 15 jours. Remplacé depuis janvier 2023 par CTE-R.
- la formation initiale à l'encadrement (FIE) : 21 jours
- la formation initiale d'officier de réserve (FIOR) : 21 jours
- la formation de chef de section : 21 jours

La rémunération journalière d'un réserviste de l'Armée de Terre est la suivante :
| Grade         | Solde nette |
| ------------- | ----------- |
| Soldat        | 54 €/j      |
| Sous-officier | 59 €/j      |
| Officier      | 79 €/j      |

Une majoration de la solde est prévue en cas d'exercice en dehors du régiment, de mission Vigipirate ou encore de déploiement en opération extérieure (OPEX).
Les réservistes de l'Armée de terre sont représentés par l'Association nationale des réserves de l'Armée de terre (ANRAT) qui regroupe les associations nationales de réservistes de chaque arme, service ou spécialité de l'Armée de terre.

##### La réserve de la Marine nationale
La réserve marine offre des postes variés, de par sa technicité, présence sur toutes les mers du globe, de son histoire et de ses traditions. En 2006, l'intégration dans la réserve de la Marine se réalisait sous plusieurs formes :
- par le biais d'une PMM (préparation militaire marine). Il s'agit de huit ou douze samedis et d'une semaine bloquée pendant les vacances scolaires. À l'issue du classement général, les stagiaires qui veulent intégrer la réserve doivent être dans les meilleurs pour pouvoir suivre un cycle FMIR d'une durée de 15 jours et ainsi obtenir son ESR (engagement pour servir dans la réserve) : secrétaire militaire (à Querqueville) ; Guetteur sémaphorique (à Lanvéoc-Poulmic) ; fusilier marin (à Lorient) ; électromécanicien de sécurité ou marin pompier (à Saint-Mandrier) ;
- par le biais d'une PMS (préparation militaire supérieure). Il y a trois PMS différentes, générale, marine marchande, ou état-major :
  - la PMS « état-major » s'adresse à des candidats d’un niveau égal ou supérieur à bac+3, et en priorité, mais pas exclusivement, à d’anciens auditeurs de l'Institut des hautes études de défense nationale (IHEDN jeunes) ou à des titulaires de master (diplôme d’études supérieures spécialisées) de défense, pour les préparer à s’insérer en état-major dans des emplois de premier niveau ;
  - la PMS « marine marchande » est ouverte aux élèves-officiers de l’École nationale supérieure maritime (ENSM). La formation civile de conduite des navires permet aux élèves-officiers de postuler aux contrats de volontaire officier aspirant (VOA) aux fonctions de chef de quart, soit à la spécialité de conduite du navire (à la passerelle), soit à la propulsion (en machinerie) ;
- par le biais d'une intégration directe, après avis favorable devant une commission étudiant les atouts professionnels du candidat. Les experts en linguistique, informaticiens, logisticiens ou spécialistes dans un autre domaine utile à la Marine seront officiers spécialistes en état-major. Tous les titulaires d'un diplôme d'un niveau minimum à bac+3 associé à une expérience professionnelle concrète dans un domaine de spécialités recherchées seront promus officiers allant du grade d'aspirant pour les plus jeunes à capitaine de frégate (l'équivalent de lieutenant-colonel).

Une fois dans la réserve, les réservistes appartiennent « par défaut » à la réserve citoyenne. S'ils désirent mettre concrètement leurs connaissances au service de la Marine, ils doivent signer un ESR. C'est un contrat où le réserviste s'engage sur un poste, pour une durée/an et pour un nombre d'années. Par exemple, pour un réserviste qui animerait les JDC (journées défense et citoyenneté, appelées avant 2011 les JAPD, journées d'appel et de préparation à la défense), l'ESR est de douze jours par an pendant trois ans.
Les réservistes de la marine sont représentés par quelques associations dont l'ACORAM (Association des officiers de réserve de la Marine nationale) et l'ACOMAR (Association centrale d'officiers mariniers et de marins de réserve).

##### La réserve de l'armée de l'air
Pour les candidats à la réserve opérationnelle sans passé militaire, le passage par la FMIR (Formation Militaire Initiale du Réserviste) est obligatoire. Cette formation d'une durée de 30 jours, s'effectue généralement sous la forme d'une période de 10 jours où le réserviste apprend les bases du comportement militaire (marche au pas, tir, topographie, organisation et fonctionnement de l'Armée de l'Air, transmissions, etc). Elle est suivie d'une période d'intégration en unité de 20 jours où le réserviste apprend les spécificités de son emploi (fusilier commando, servant dans un Escadron de Défense Sol-Air, Pompier de l'Air, mécanicien, juriste, etc).
Avant 1997, l'encadrement de la réserve Air était pourvu par les élèves officiers de réserve et les élèves sous-officiers de réserve formés durant la phase de service national.
Les réservistes de l'armée de l'air sont représentés par les associations ANORAA et ANSORAA.

##### La réserve de la Gendarmerie nationale
La réserve opérationnelle de la Gendarmerie Nationale (ROGN) est constituée de volontaires issus du milieu civil, d'anciens gendarmes, d'anciens appelés du contingent et d'anciens militaires.
Les volontaires issus du milieu civil suivent un cursus de formation spécifique, celle ci peut être une FORT (formation opérationnelle de la réserve territoriale) d'une durée de 4 semaines ou une PMG (préparation militaire gendarmerie) d'une durée de 2 semaines selon le choix du département d'attache.
Ensuite, pour ceux qui en ont le potentiel, ils pourront suivre un cursus pour devenir officier de réserve.
La ROGN est destinée à renforcer les unités d'active de Gendarmerie au quotidien en apportant un effectif supplémentaire aux unités qui en éprouvent le besoin et à apporter une aide lors d'événements impliquant de grands rassemblements de personnes.
Les réservistes de la Gendarmerie sont affectés dans des compagnies de réserve territoriale (C.R.T.) dont la répartition est homogène avec celle des compagnies de gendarmerie départementale.
Leur qualification judiciaire est celle d'agent de police judiciaire adjoint (A.P.J.A.). Les anciens militaires de l'arme peuvent, dans certains cas, conserver une qualification d'agent de police judiciaire ou d'officier de police judiciaire.
Les candidats doivent constituer un dossier auprès de la brigade de gendarmerie de leur domicile ou auprès du SRJ (Service Réserve Jeunesse) de leur région.
Les volontaires ayant effectué un service national dans une autre armée doivent faire une demande de changement d'armée et suivre une formation appelé l'acculturation.
En 2016, la réserve opérationnelle de la gendarmerie nationale compte environ 53 000 militaires.
En 2017, la rémunération journalière d'un gendarme adjoint de réserve est de 53 €.
Les réservistes de la gendarmerie nationale sont représentés par les associations ANORGEND et RESGEND.

##### La réserve de laBrigade de sapeurs-pompiers de Paris(BSPP)[24]
La réserve de la BSPP est composée d'anciens sapeurs-pompiers ayant exercé à la BSPP, de réservistes déjà titulaires de diplômes de secourisme (PSE 2 obligatoirement), par exemple des anciens jeunes sapeurs-pompiers, des anciens volontaires service civique (VSC) ayant effectué leur service civique à la BSPP, ou des membres d'associations agréées de sécurité civile (AASC), ou enfin de réservistes spécialistes, possédant des qualifications spécifiques et pointues dans des domaines particuliers (informatique, NRBC, professions médicales ou assimilées, etc). Pour postuler, le réserviste doit être majeur, avoir un casier judiciaire vierge, et valider une visite médicale avec un médecin de la BSPP. Le permis de conduire n'est en revanche pas obligatoire.
À l'exception des réservistes spécialistes, qui se verront affectés à une mission correspondant à leurs spécialités, les réservistes à la BSPP sont utilisés pour effectuer des missions de secours à victimes (personne malade, personne blessée, accident de la circulation, ...), dans les véhicules de secours et d'assistance aux victimes (VSAV). Intégrant un équipage de trois personnes (équipage de base: un équipier, un conducteur, un chef d'agrès), le réserviste intervient au même titre qu'un sapeur-pompier d'active. En revanche, n'étant pas formé à l'incendie ou à d'autres interventions que celles dépendant du prompt secours, il ne peut intervenir dans un autre véhicule que le VSAV (le VSAV pourra être amené à intervenir sur un incendie, mais pour faire du soutien sanitaire aux sapeurs-pompiers intervenant sur le feu, et prendre en charge d'éventuelles victimes une fois évacuées du sinistre). Hors interventions, le réserviste participe à la vie ordinaire de la caserne, et fait donc les manœuvres d’entraînement/révision en secourisme, ainsi que le sport avec les autres militaires.
Le réserviste signe un contrat de 3 ans, et doit effectuer un nombre minimum de 5 gardes de 24 heures en centre de secours par an (150 gardes par an maximum). Il peut progresser au sein de la BSPP, et monter en grade, pour devenir conducteur du VSAV, ou chef d'agrès. L'indemnité touchée par garde est de 110 € pour un sapeur de première classe.

##### La réserve du Service de Santé des Armées (ou SSA)
La réserve du service de santé des armées est composée d'anciens militaires d'actives, d'anciens appelés du service national ou de réserviste sans passé militaire.
Elle fait appel à toutes les professions médicales (médecins, chirurgiens, chirurgiens-dentistes, pharmaciens, biologistes, vétérinaires et sages-femmes) et paramédicales (infirmiers anesthésistes, infirmiers de bloc opératoire, infirmiers, préparateurs en pharmacie, brancardiers-secouristes) pouvant soutenir le fonctionnement du SSA.
Les réservistes du service de santé des armées sont représentés par les associations membres du Groupement des organisations de réservistes du service de santé des armées (GORSSA).

##### La réserve de la direction générale de l'Armement
La réserve opérationnelle est une réserve d'emploi qui s'est constituée pour la DGA depuis janvier 2005. Elle regroupe des volontaires ayant souscrit un Engagement à Servir dans la Réserve ainsi que les anciens militaires soumis à l'obligation de disponibilité. La réserve de la DGA est la dernière à être constituée. Il s'agit d'une réserve d'officiers uniquement.
Les réservistes de la direction générale de l'armement sont représentés par l'association nationale des officiers de réserve des corps de l'armement (ANORCA), membre de l'Association nationale des réserves de l'Armée de terre.

### La réserve enSuisse

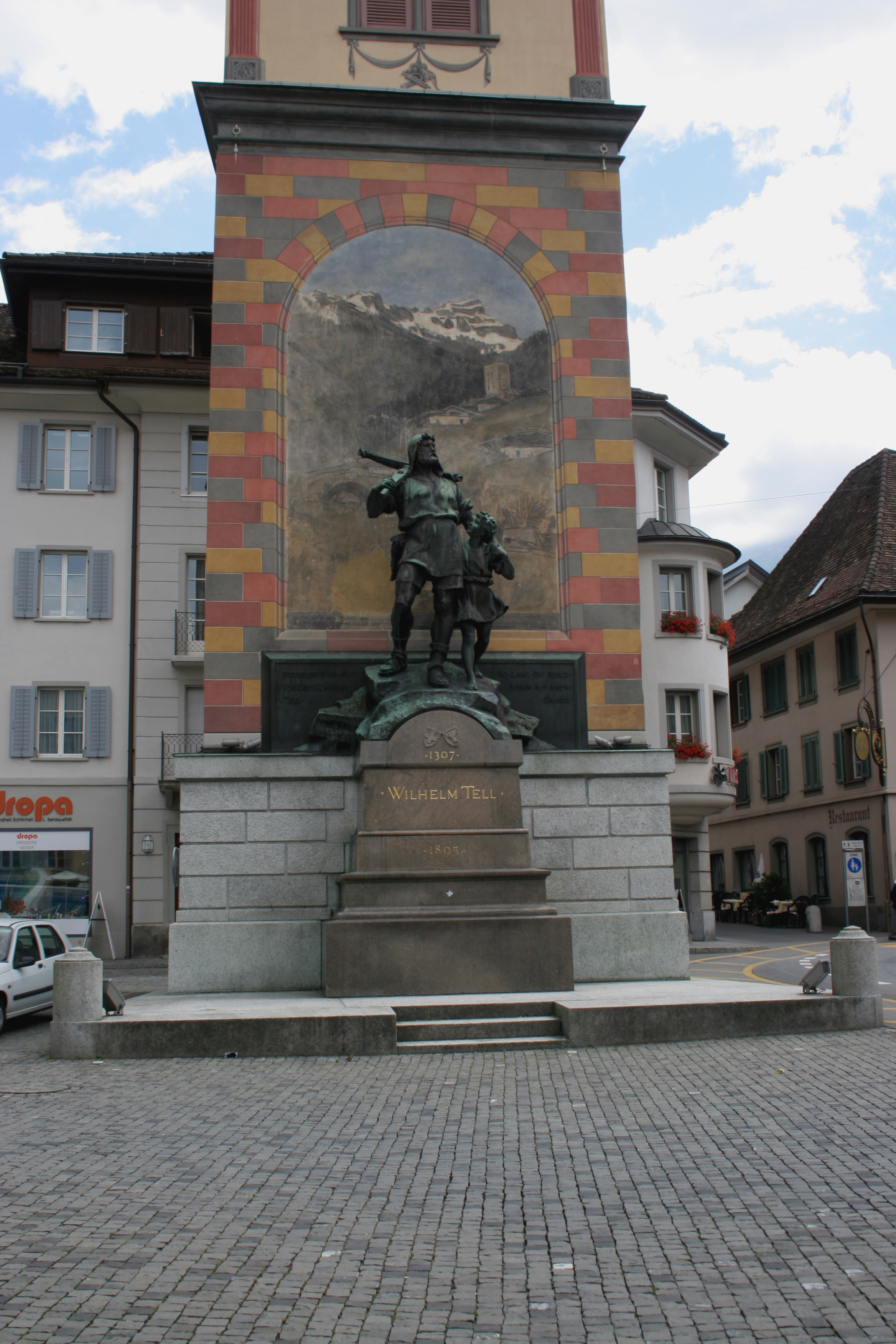
Guillaume Tell
symbole du peuple en armes

Avec la réforme Armée XXI, le référendum du 18 mai 2003 a confirmé en Suisse le concept de peuple en armes. La tradition milicienne de la Confédération suisse est donc maintenue, même si elle évolue. Les réservistes suisses ont participé à l'opération Swisscoy au Kosovo.

#### Composition
L'armée active comprend 150 000 soldats dont 20 000 conscrits tirés d'une classe d'âge qui effectue son école de recrue, première partie du service militaire. La réserve Suisse comprend 80 000 hommes soit quatre classes d'âge non astreints aux cours annuels de répétition (CR) auxquels il faut ajouter des personnels tirés de dix classes d'âge ayant accompli un service long d'environ 300 jours.

#### Organisation
Les militaires en service long constituent des compagnies d'interventions, mobilisables rapidement pour être engagés dans des opérations. Les miliciens sont répartis dans les formations de la réserve qui représentent près d'un quart des bataillons d'une brigade.[réf. nécessaire] Ils sont soumis à un tir annuel obligatoire et conservent leur fusil d'assaut à domicile. Seul l'encadrement des formations de réserve est actif.[réf. nécessaire] Les unités n'ont pas de matériel en dotation ni d'entraînement. Elles ne sont donc pas opérationnelles. Pour le devenir, en cas de crise majeure, le Conseil fédéral et le Parlement doivent en prendre la décision.

#### Rémunération
Une caisse de compensation permet de verser une allocation pour perte de gain à l'employeur d'un milicien appelé à effectuer son service militaire (école de recrue et cours annuels de répétition), et qui s'élève à 85 % du salaire.